# Корсико
Корсико (итал. Corsico) је насеље у Италији у округу Милано, региону Ломбардија.
Према процени из 2011. у насељу је живело 33669 становника. Насеље се налази на надморској висини од 120 м.

## Становништво
| 1931. | 1936. | 1951. | 1961.  | 1971.  | 1981.  | 1991.  | 2001.  | 2011.  |
| ----- | ----- | ----- | ------ | ------ | ------ | ------ | ------ | ------ |
| 6.749 | 7.446 | 9.060 | 18.901 | 37.379 | 42.469 | 37.385 | 33.273 | 33.669 |